# 恋物語 (映画)
『恋物語』（こいものがたり、原題：연애담、英題：Our Love Story）は、2016年公開の韓国映画。監督・脚本はイ・ヒョンジュ。主演はイ・サンヒ。イ・ヒョンジュは青龍映画賞と釜日映画賞で新人監督賞を、イ・サンヒは百想芸術大賞と春史大賞映画祭と野の花映画賞で新人女優賞などを受賞した。

## 概要
イ・ヒョンジュ（女性）の長編デビュー作である。韓国映画アカデミー卒業生の中で選ばれた作品が大学のサポートを受けられるプログラムの一本として製作された。2014年12月18日から2015年1月にかけて撮影が行われ、2015年夏に編集が終了した。
32歳の美術大学院生のユンジュ（イ・サンヒ）の初めての恋が描かれる。ユンジュが恋に落ちたジス（リュ・アベル。本名はリュ・ソニョン）はバーや飲み屋で働く年下の女性で、ユンジュを快活にリードしていく。監督のイ・ヒョンジュは来日時のインタビューで「ジスには昔の恋があり、ユンジュは初恋。彼女たちを取り巻く男女にも、それぞれの恋愛がある。韓国語のタイトル『恋愛談』にふさわしく、いろいろな恋愛を見せたかった」と答えている。
前述のとおり映画は2015年に完成していたが、同年10月開催の釜山国際映画祭への出品は選考で落とされた。
2016年5月1日に全州国際映画祭で、同年6月3日にソウル国際女性映画祭で上映された。韓国では同年11月17日に一般公開され、1か月足らずで観客動員数1万人を突破し、話題となった。
同年11月24日、第17回東京フィルメックスのコンペティション部門として有楽町朝日ホールで上映され、同月25日、TOHOシネマズ日劇で2度目の上映が行われた。
監督のイ・ヒョンジュと主演のイ・サンヒはそれぞれ多数の新人賞を受賞した（後述）。

## キャスト
- イ・サンヒ - ユンジュ
- リュ・アベル - ジス
- パク・クンロク - ヨンホ
- イム・ソンミ - ヨンウン
- キム・ジョンス - ジスの父

## スタッフ
- 監督：イ・ヒョンジュ
- 脚本：イ・ヒョンジュ
- 音楽：チェ・ヨンラク
- 撮影：ソン・ジニョン
- 美術：ソン・ジャヨン
- 製作会社：韓国映画アカデミー
- 配給：インディ・プラグ

## 受賞とノミネート
| 賞                   | 部門       | 対象           | 結果       |
| -------------------- | ---------- | -------------- | ---------- |
| 第53回百想芸術大賞   | 新人演技賞 | イ・サンヒ     | 受賞       |
| 第53回百想芸術大賞   | 新人監督賞 | イ・ヒョンジュ | ノミネート |
| 第26回釜日映画賞     | 新人女優賞 | イ・サンヒ     | ノミネート |
| 第26回釜日映画賞     | 新人監督賞 | イ・ヒョンジュ | 受賞       |
| 第4回野の花映画賞    | 女優賞     | イ・サンヒ     | ノミネート |
| 第4回野の花映画賞    | 女優賞     | リュ・アベル   | ノミネート |
| 第4回野の花映画賞    | 新人監督賞 | イ・ヒョンジュ | ノミネート |
| 第4回野の花映画賞    | 新人俳優賞 | イ・サンヒ     | 受賞       |
| 第22回春史大賞映画祭 | 新人女優賞 | イ・サンヒ     | 受賞       |
| 第22回春史大賞映画祭 | 新人監督賞 | イ・ヒョンジュ | ノミネート |
| 第38回青龍映画賞     | 新人女優賞 | イ・サンヒ     | ノミネート |
| 第38回青龍映画賞     | 新人監督賞 | イ・ヒョンジュ | 受賞       |